# В здоровом теле здоровый дух
«В здоро́вом те́ле здоро́вый дух» (лат. Mens sana in corpore sano) — крылатое латинское выражение. Цитата из одной из сатир Ювенала (ок. 60 — после 127). Первоначальный смысл заключался в обращении к богам с просьбой ниспослать одновременно и здоровое тело, и здоровый дух.
Выражение часто трактуют ошибочно, будто бы здоровье тела само по себе ведёт к душевному здоровью. Однако это противоречит первоначальному смыслу, вложенному автором. Современное крылатое значение получило после переозвучивания Джоном Локком,который будучи врачом провозгласил это как лозунг превентивной медицины.

## Контекст
Фраза вырвана из контекста и на самом деле не представляет собой законченного предложения; в ней также не должно быть тире между двумя частями. На самом деле ход мысли Ювенала был совсем другим. Вот как звучит эта цитата в более развёрнутом варианте:
Órandúm (e)st ut sít mens sán(a) in córpore sáno.

Fórtem pósc(e) animúm, mortís terróre caréntem,

Quí spatiúm vit(ae) éxtrem(um) inter múnera pónat

Náturáe, qui férre queát quos cúmque labóres,

Nésciat írascí, cupiát nihil ét potióres

Hérculis áerumnás credát saevósque labóres

Ét Vener(e) ét cenís et plúma Sárdanapálli.
(Перевод Д. Недовича и Ф. Петровского)
Надо молить, чтобы ум был здравым в теле здоровом.

Бодрого духа проси, что не знает страха пред смертью,

Что почитает за дар природы предел своей жизни,

Что в состояньи терпеть затрудненья какие угодно, —

Духа, что к гневу не склонен, страстей неразумных не знает,

Предпочитая отраду тяжких трудов Геркулеса

Чувству любви, и пирам, и роскоши Сарданапала.
(перевод Ф. А. Петровского):
Если ты просишь чего и святилищам жертвы приносишь —

Там потроха, колбасу, что из белой свиньи приготовил, —

Надо молить, чтобы ум был здравым в теле здоровом.

Бодрого духа проси, что не знает страха пред смертью,

Что почитает за дар природы предел своей жизни,

Что в состоянье терпеть затрудненья какие угодно…
Orandum est, ut sit mens sana in corpore sano — «надо молить богов, чтоб дух здоровый (в смысле разумный, сознательный, осознанный) был в теле здоровом».
Фраза Ювенала стала популярной после того, как её повторили английский философ Джон Локк (1632—1704) и французский писатель-просветитель Жан Жак Руссо (1712—1778). Все авторы исходили из того, что наличие здорового тела отнюдь не гарантирует наличие здорового духа. Напротив, они говорили о том, что должно стремиться к этой гармонии, поскольку она в реальности встречается редко. Иносказательно о стремлении к гармоничному развитию человека.
Таким образом, традиционное понимание этого крылатого выражения является полной противоположностью изначально вкладываемого в него смысла, люди воспринимают вторую часть в качестве следствия из первой. Правильнее было бы говорить о том, что автор данного изречения стремился сформулировать мысль о гармонично развитом человеке, которому присуще и то, и другое.

## Использование
- Джон Локк (1632—1704) использует фразу в своей книге «Мысли о воспитании».
- Генрих фон Трейчке использовал эту фразу в своей работе «Армия», чтобы подчеркнуть здравый принцип своей немецкой националистической доктрины. Его работа перекликается с принципами прусского общества конца XIX века.
- Доктор К. Кейер, руководитель Совета общественного здравоохранения Нидерландов во время Второй мировой войны, использовал эту фразу в качестве цели для общественного здравоохранения[4].
- «В здоровом теле — здоровый дух» — излюбленная фраза Гарри Трумэна, 33-го президента Соединённых Штатов.
- Компания спортивного оборудования ASICS получила свое название от аббревиатуры варианта anima sana in corpore sano — «здоровая душа в здоровом теле».
- «Менса» — общество людей с высоким IQ, производит своё название от латинского слова mensa («таблица»), а также от слов mens sana .
- По одной из версий, фраза логически цитируется так: «В здоровом теле здоровый дух — редкая удача».

## В народе
Игорь Иртеньев придумал для фразы рифмованное продолжение:
В здоровом теле — здоровый дух.

На самом деле — одно из двух.
Продолжение отражает бытовые наблюдения автора — человек достигает развития либо тела (здоровья), либо духа (разума).
У любителей спиртных напитков имеется крылатое выражение «в здоровом теле здоровый дух, не пей на трёх, а пей за двух».